# Castell dels Moros (Cartagena)
El castell dels Moros és un castell construït en el segle xviii en el que avui és el barri de Santa Llúcia, dins de la ciutat espanyola de Cartagena (Regió de Múrcia). Va ser declarat Bé d'Interès Cultural el 7 d'agost de 1997.

## Història
El castell està situat en el turó dels Moros, del que pren el seu nom, i que amb anterioritat a la seva fortificació havia demostrat ser una posició estratègica per a la defensa de la plaça, quan durant la Guerra de Successió Espanyola va ser utilitzat per l'artilleria filipista del Duc de Berwick per acabar amb la resistència austracista del castell de la Concepció (1706).
La construcció va ser projectada per l'enginyer militar, mirobrigense Juan Martín Cermeño en el context del procés de millora d'estructures militars a Cartagena en el regnat de Carles III, i que venia motivat pel nomenament en 1726 de la ciutat com a capital del Departament Marítim del Mediterrani. Les obres van ser finalment dirigides pel croat Mateo Vodopich entre els anys 1773 i 1778.
El castell dels Moros va ser cedit pel Ministeri de la Guerra d'Espanya al Ministeri d'Hisenda el 19 de juny de 1921, per passar definitivament la seva possessió a l'Ajuntament de Cartagena el 24 de setembre de 1929, sense que se li donés des de llavors cap ús o cura, motiu pel qual el seu estat actualment és de perllongat deterioració.

## Arquitectura
El castell s'eleva a una altitud de 56 metres sobre el nivell del mar i va ser edificat seguint els paràmetres del neoclassicisme de l'escola espanyola afrancesada. En moltes ocasions ha estat referit com un hornabec, si bé hi ha consens en què es tracta d'una obra coronada.
L'immoble va ser dissenyat per protegir el front abaluartat de l'Hospital de Marina de Cartagena i alhora les Portes de Sant Josep, una de les tres monumentals entrades a la ciutat, que es reduïa al nucli antic embolicat per les muralles de Carles III.